# Ветика (Болоња)
Ветика (итал. Vetica) је насеље у Италији у округу Болоња, региону Емилија-Ромања.
Према процени из 2011. у насељу је живело 26 становника. Насеље се налази на надморској висини од 627 м.